# 야마자키 쇼헤이
야마자키 쇼헤이(일본어: 山崎将平, 1990년 3월 31일 ~ )는 일본의 배우이다.